# پیتسوفراتو
پیتسوفراتو (به ایتالیایی: Pizzoferrato) یک کومونه در ایتالیا است که در استان کییتی واقع شده‌است.

## خصوصیات
پیتسوفراتو ۳۰ کیلومترمربع مساحت و ۱٬۱۶۳ نفر جمعیت دارد و ۱٬۲۵۱ متر بالاتر از سطح دریا واقع شده‌است.